# Crash Bandicoot Nitro Kart 2
Crash Bandicoot Nitro Kart 2 è un videogioco della serie di Crash Bandicoot per iPhone, iPod touch e iPad, pubblicato nel maggio 2010 da Activision.
È il sequel di Crash Bandicoot Nitro Kart 3D del 2008 che ebbe molto successo sull'App Store.

## Generalità
Il gioco presenta le tipiche dinamiche di un gioco di kart, grafica molto colorata stile cartoon, armi per attaccare gli avversari, turbo, oggetti collezionabili per sbloccare potenziamenti e vari extra.
Sono disponibili dieci personaggi e 12 circuiti, vi sono 6 modalità gioco tra cui coppa, sfida a tempo, missioni e una delle novità è la connessione Online che permette di sfidare avversari da ogni parte del mondo in diverse modalità di gioco.

## Personaggi
In questo capitolo a differenza del predecessore sono disponibili dieci personaggi, tra cui Crash Bandicoot, Coco Bandicoot, Neo Cortex e Nina Cortex giocabili sin dall'inizio e altri sbloccabili come Pura, Ripper Roo, N. Gin, Tiny Tiger, Yaya Panda e Crunch. Per ogni personaggio sono disponibili tre kart differenti, uno disponibile immediatamente, gli altri due con l'avanzamento nel gioco.
Un'altra particolarità di questo sequel è che il look di Crash e degli alti corridori non è simile a quello utilizzato nel precedente capitolo e basato sugli ultimi episodi della serie come Crash of The Titans e Crash: Il dominio sui mutanti ma è tornato ad essere quello originale dei primi capitoli.

## Controlli
I comandi sfruttano l'accelerometro reagendo ai movimenti del dispositivo.
I principali comandi sono:
- Sterzare - Inclina il dispositivo. In alternativa è possibile toccare i due lati dello schermo per curvare
- Saltare - Tocca lo schermo
- Usare le armi - Tocca l'icona dell'arma sullo schermo
- Scivolata - Salta e inclina il dispositivo.

## Modalità di gioco
Crash Bandicoot Nitro Kart 2 comprende 8 modalità di gioco:
- Cup - è la modalità primaria, consiste nel classificarsi nei primi 3 posti in un circuito formato da 3 piste, si vince una coppa, con più coppe si sbloccano nuovi circuiti e nuove modalità
- Arcade - permette di fare una gara singola selezionando il personaggio e il circuito desiderato
- Time Attack - crea un tuo record personale completando in un certo tempo ogni circuito
- Mission - completa le missioni sempre differenti, per sbloccare vari extra
- Eliminator - colui che taglia il traguardo per ultimo ad ogni giro verrà eliminato, bisogna sopravvivere arrivando primi
- Collector - colleziona i vari oggetti sul percorso per sbloccare extra
- Skill - varie sfide che testano la tua abilità nella guida
- Multiplayer - gioca online con utenti da ogni parte del mondo (vedi la voce multiplayer)

## Multiplayer
Una delle novità di questo capitolo è il multiplayer online, che dà la possibilità ai giocatori di sfidare amici fino a quattro giocatori online in tre differenti modalità di gioco.